# Owen Churchill
Pour les articles homonymes, voir Churchill.
Owen Porter Churchill est un skipper américain né le 8 mars 1896 à Los Angeles (Californie) et mort le 12 novembre 1985 dans la même ville.

## Carrière
Il est sacré champion olympique de voile aux Jeux olympiques d'été de 1932 à Los Angeles en classe 8 Metre sur le voilier Angelita.

## Famille
Il est l'oncle de William Cooper et le beau-frère de Pierpont Davis, tous deux champions olympiques.